# Depot Boijmans Van Beuningen

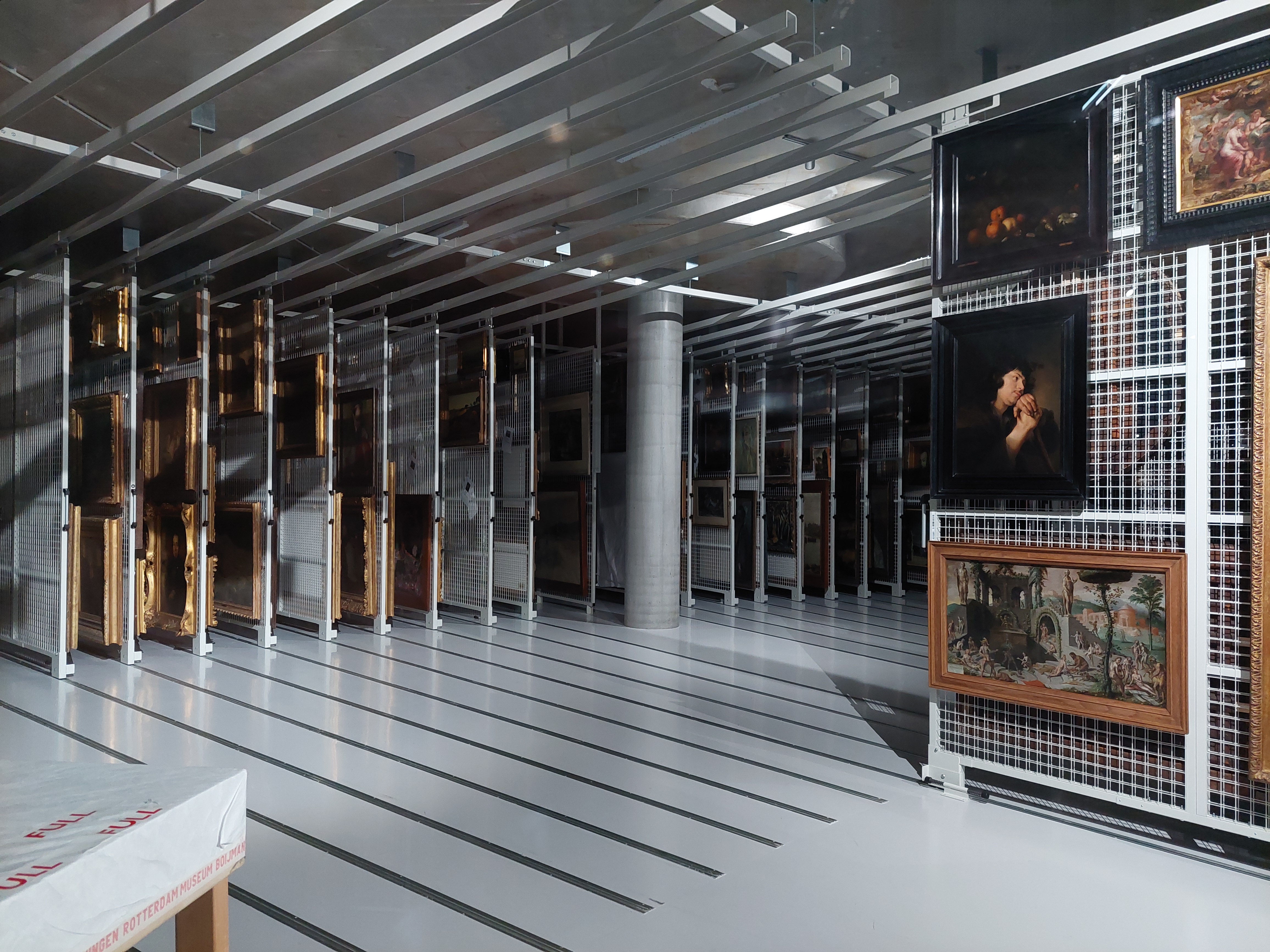
Schilderijopslag

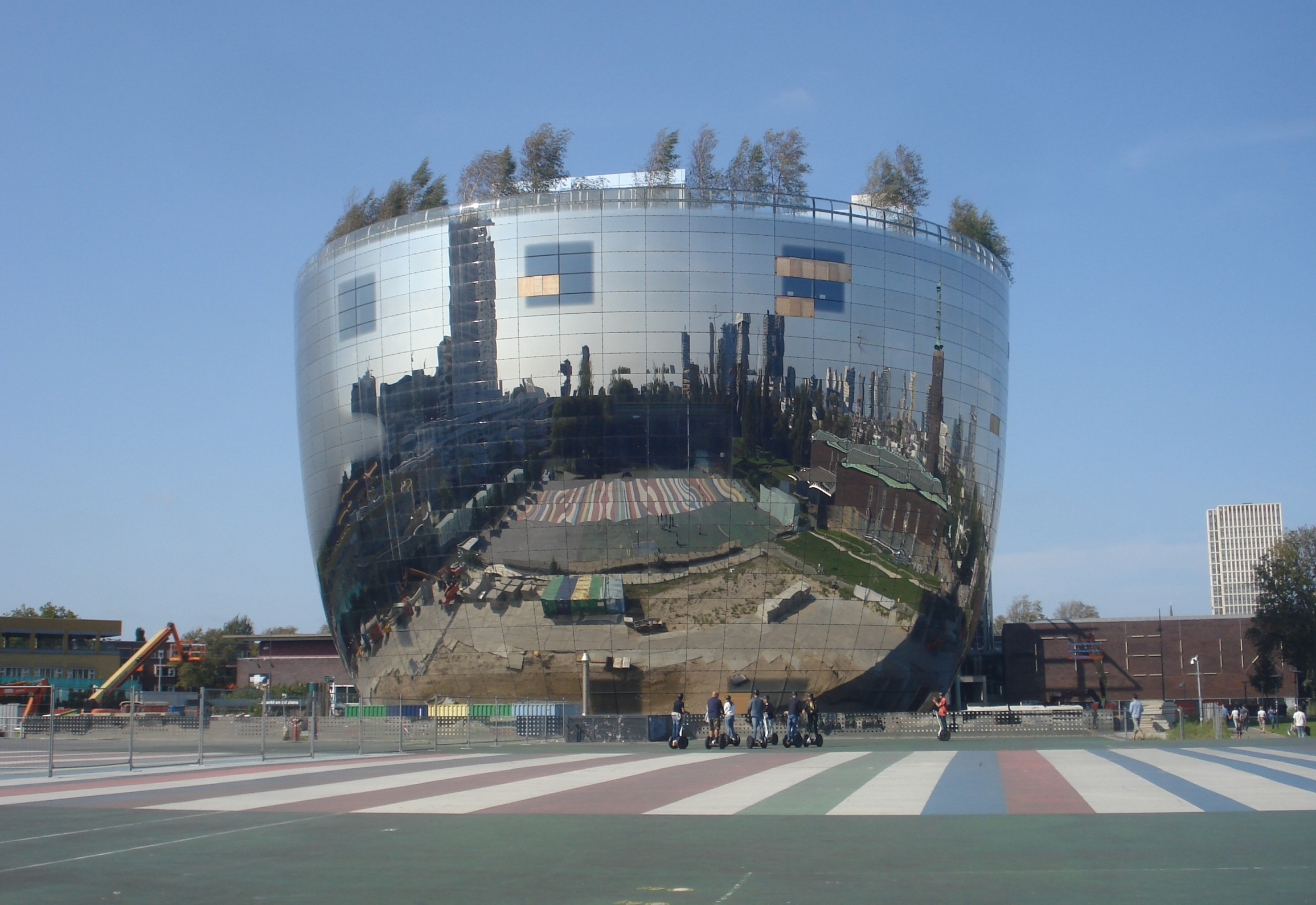
Het hele gebouw van buiten (september 2020)

Depot Boijmans Van Beuningen (in de volksmond 'De Pot', aanvankelijk 'het Collectiegebouw') is het kunstdepot van Museum Boijmans Van Beuningen in Rotterdam. Het is het eerste voor het publiek toegankelijke kunstdepot ter wereld. Het gebouw verving de natte en lekkende kelders van het museum, waarin het depot eerst gevestigd was. Het gebouw is 40 meter hoog.

## Inhoud depot
De volledige depotcollectie van Museum Boijmans Van Beuningen ruim 151.000 werken is opgeslagen in het depot. Het gebouw is publiek toegankelijk. Het werk is opgeslagen in veertien ruimten met vijf verschillende klimatologische omstandigheden. Voor metalen voorwerpen is er een extra droge ruimte. Voor het behoud van foto en filmmateriaal is er een met een koud klimaat in een donkere omgeving.
Daarnaast zijn er vier restauratieateliers in het gebouw. Een deel van de collectie wordt in dertien vitrines tentoongesteld aan het publiek. 
Opzet van het depot is dat de exploitatie bekostigd wordt uit entreegelden en uit inkomsten uit verhuur van depotruimte aan particuliere kunstverzamelaars; 15 procent van de voor kunst bestemde vloeroppervlakte is daarvoor gereserveerd. In juli 2022 werden werken uit de collectie van de Rabobank geëxposeerd.
Na zonsondergang wordt op het plein voor het depot aan de kant van het museum het lichtkunstwerk Het leven verspillen aan jou van de Zwitserse kunstenaar Pipilotti Rist geprojecteerd. Hiervoor staat op het plein een speciale mast met daarin twee projectoren. Op het plein zijn dan gekleurde cirkels te zien die in elkaar samenvloeien tot een grote vlek.

## Gebouw
Depot Boijmans Van Beuningen werd ontworpen door het Nederlandse architectenbureau MVRDV. Als inspiratie voor de vorm van het gebouw diende een aluminiumkleurige schaal van IKEA. Deze Blanda Blank, een licht glimmende serveerschaal van roestvrij staal van €3,99 stond per toeval als suikerpot op de tafel tijdens de voorbesprekingen over het ontwerp voor het gebouw.
Het depot is een komvormig gebouw, wat 39,5 meter hoog en 60 meter in doorsnee is, en aan de buitenzijde geheel bekleed is met spiegelende glasplaten, waardoor een min of meer aansluitend verkleind spiegelbeeld van de omgeving is te zien, waarbij men over de omliggende gebouwen heen kan kijken. Het pand bevat 1664 spiegelende glaspanelen met een gezamenlijke oppervlakte van 6609 m2. Het totale vloeroppervlakte bedraagt 15.541 m2.
Het gebouw telt zeven verdiepingen. Op het dak bevindt zich een dakterras en een restaurant met 120 zitplaatsen. 
Om de privacy van patiënten van het naastliggende Erasmus MC te waarborgen zijn aan die kant een aantal platen mat gemaakt. Ook zijn enkele ruimten waar daglicht nodig is voorzien van normaal glas.

## De bouw
Op 5 november 2015 stemde de Rotterdamse gemeenteraad in met de wijziging van het bestemmingsplan in het Museumpark, waardoor de plannen voor een bijzonder kunstdepot gerealiseerd konden worden. Op de plaats waar het gebouw kwam, stonden voorheen 255 bomen, "acacia's". Volgens sommige deskundigen verkeerden die in een slechte toestand, en konden ze alleen overleven als ze werden "verplaatst naar het gemeentelijk bomendepot". Anderen waren het met die zienswijze niet eens en vonden dat het nieuwe gebouw "het park kapot maakt".
Op 17 maart 2017 ging de eerste paal voor het depot de grond in.  In oktober 2021 werden de kosten voor het gebouw geraamd op ruim negentig miljoen euro.
Financieel is de realisatie van het depot mede mogelijk gemaakt door stichting De Verre Bergen met een schenking van € 17 miljoen en een lening van circa € 35 miljoen tijdens de bouwfase.

## Prijzen
Op 29 april 2022 ontving de Depot app een Webby Award in de categorie Apps and Software, Art, Culture, and Events 2022. Op 12 mei 2022 ontving het depot de prijs Beste Gebouw in de categorie 'Stimulerende Omgevingen' van de Branchevereniging Nederlandse Architectenbureaus (BNA).

## Bouwfoto's

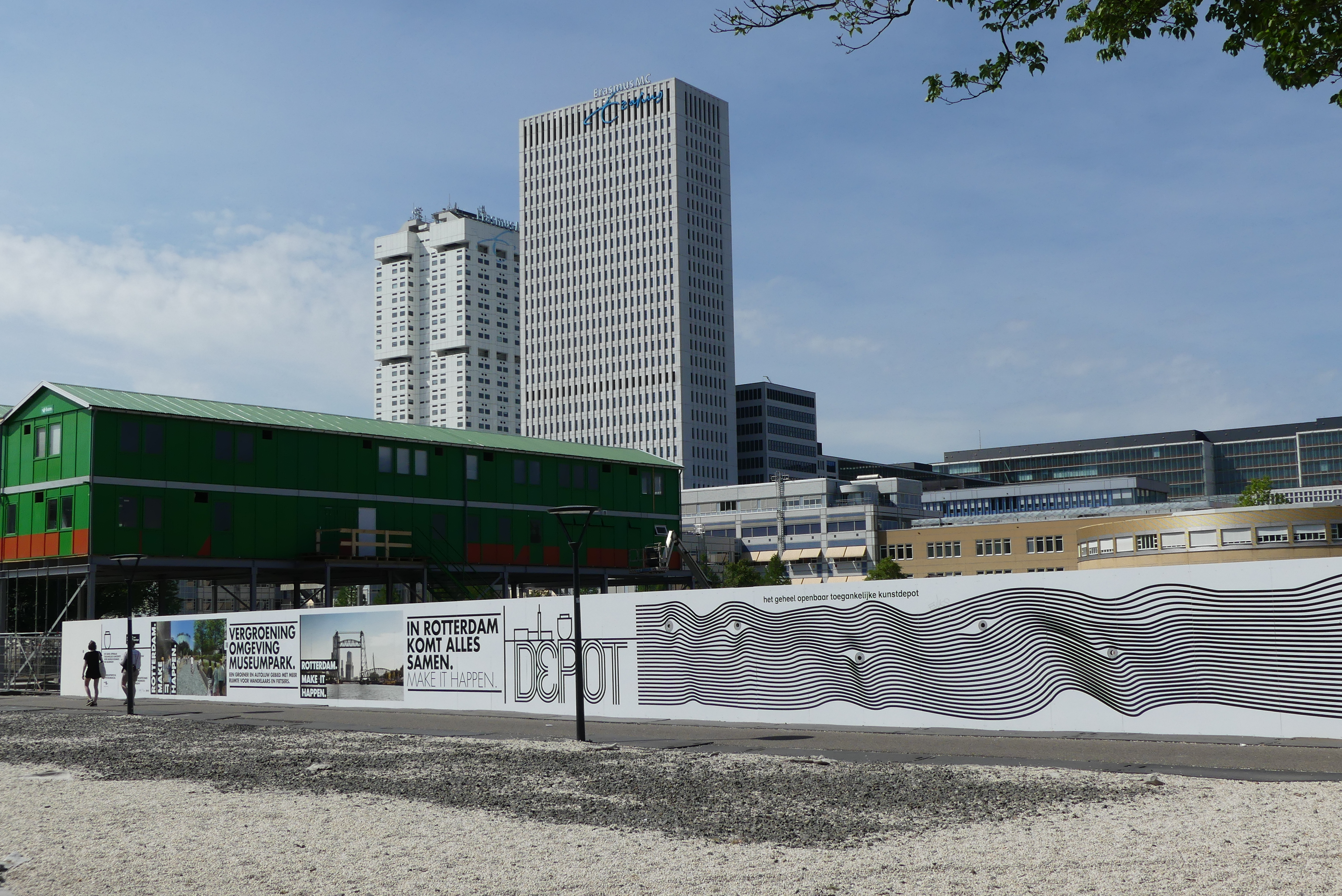
mei 2017
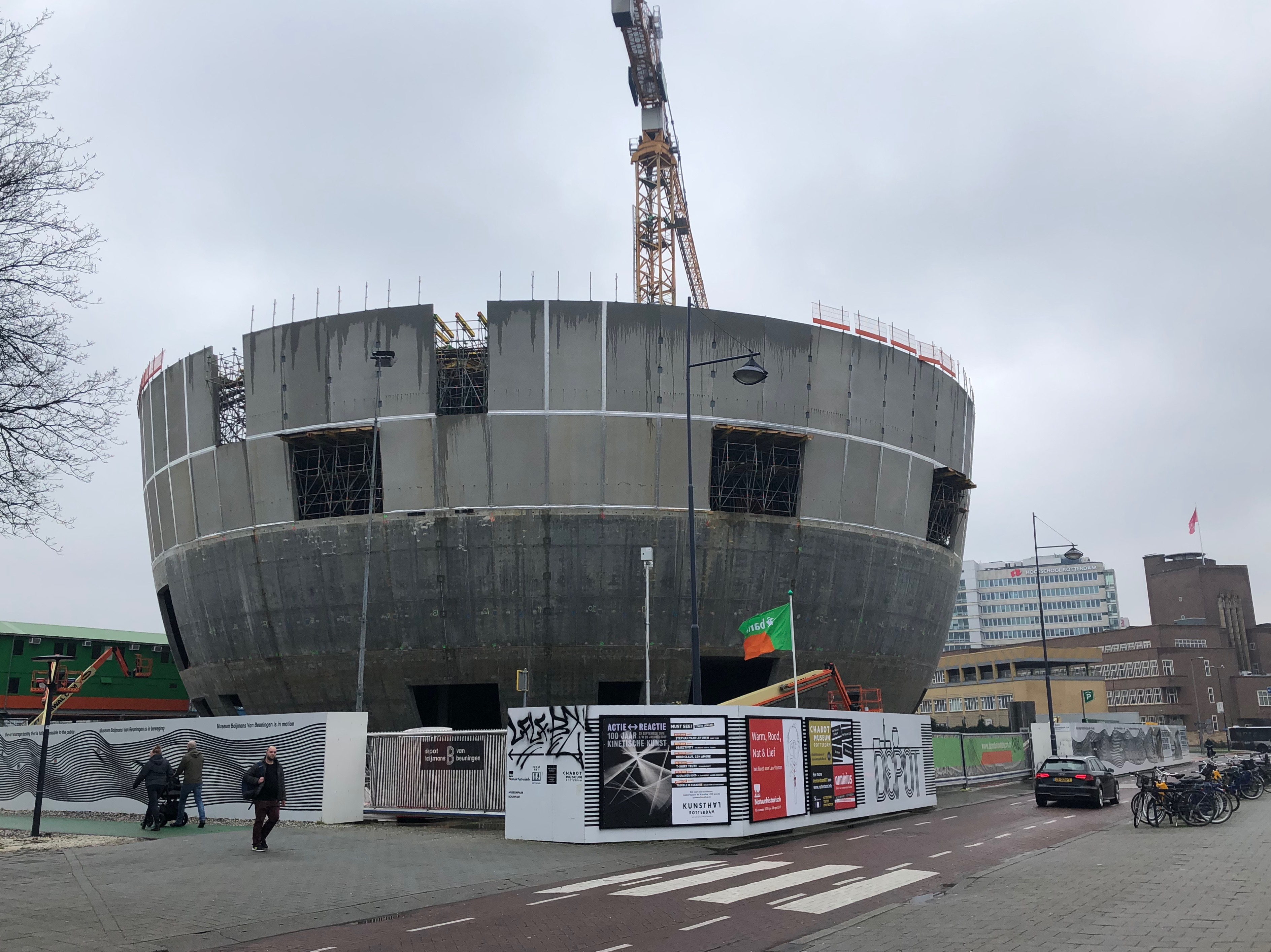
februari 2019
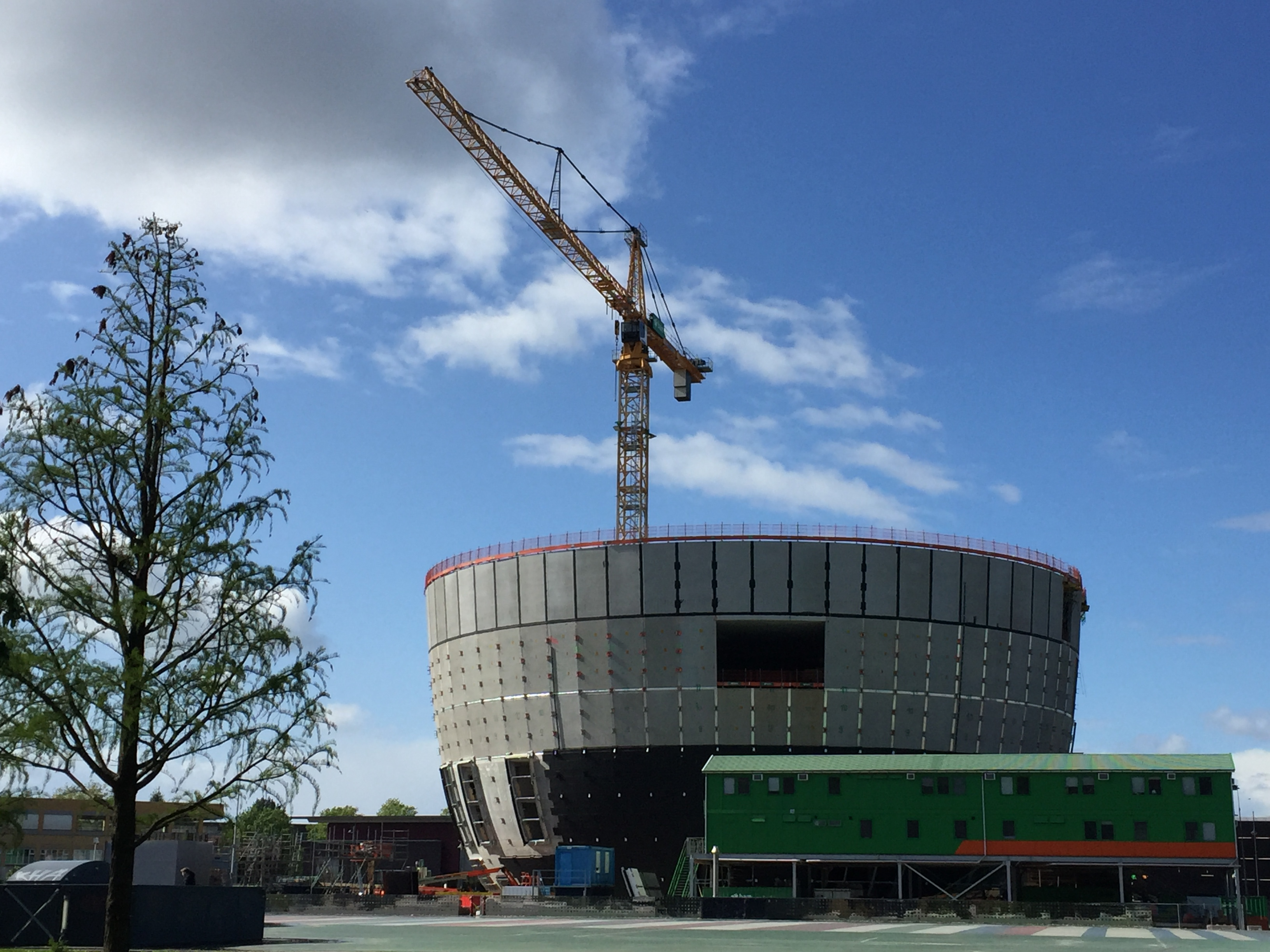
mei 2019
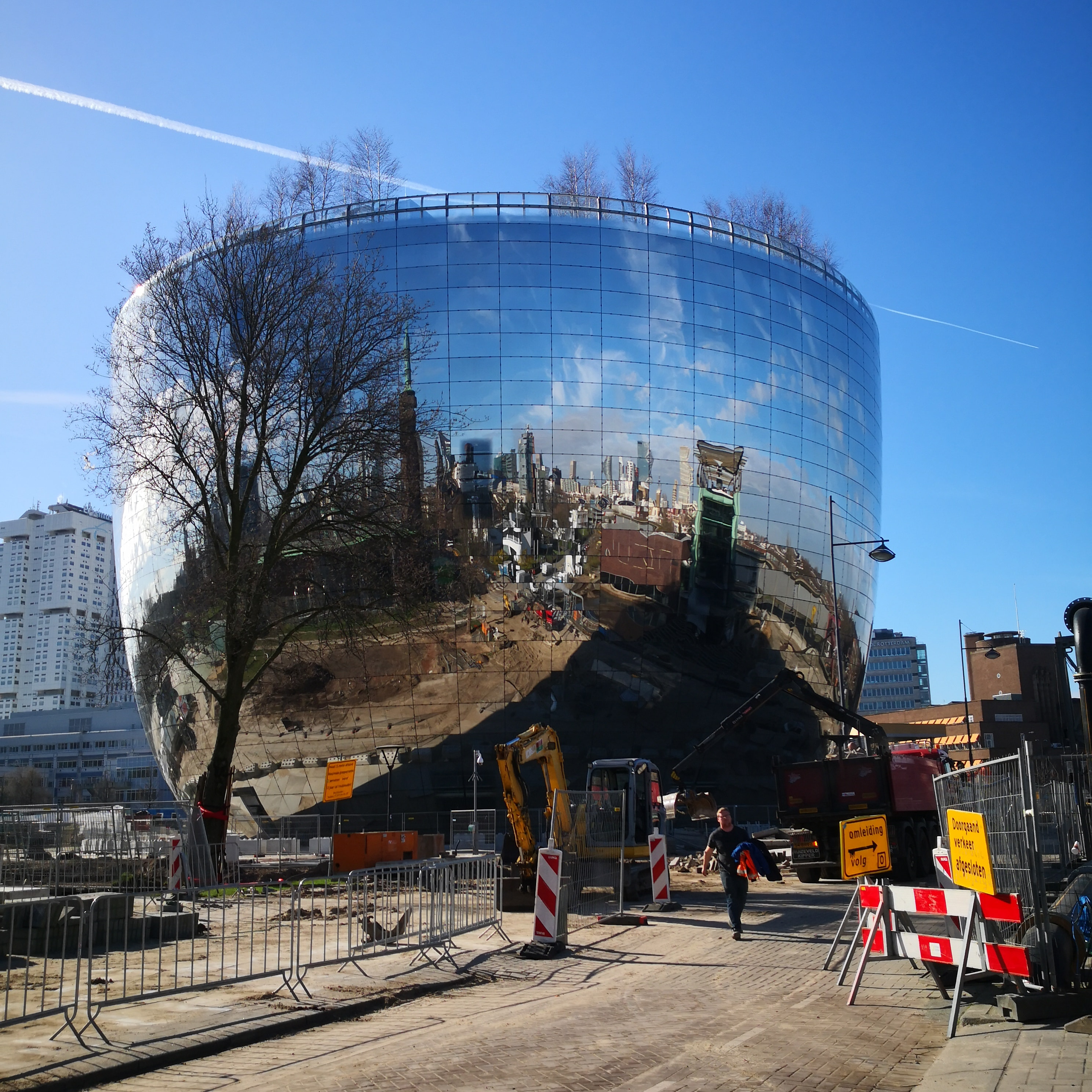
februari 2021